# Paryż pani Harris
Paryż pani Harris (ang. Mrs Harris Goes to Paris) – brytyjski komediodramat z 2022 roku w reżyserii Anthony'ego Fabiana, zrealizowany w ramach koprodukcji międzynarodowej. Remake kanadyjskiego filmu Pani Harris jedzie do Paryża (1992). W tytułowej roli wystąpiła Lesley Manville. Film miał premierę 7 lipca 2022 roku, a na ekrany polskich kin trafił 7 października 2022 roku.

## Fabuła
Podstarzała londyńska sprzątaczka, Ada Harris, popada w obsesję na punkcie kosztownej sukni Christiana Diora. W pogoni za marzeniami decyduje się zebrać pieniądze na wyjazd do Paryża, aby za wszelką cenę kupić jeden z egzemplarzy.

## Obsada
- Lesley Manville jako Ada Harris
- Isabelle Huppert jako Claudine Colbert
- Lambert Wilson jako markiz de Chassagne
- Alba Baptista jako Natasha
- Lucas Bravo jako André Fauvel
- Ellen Thomas jako Vi Butterfield
- Rose Williams jako Pamela Penrose
- Jason Isaacs jako Archie
- Anna Chancellor jako lady Dant
- Christian McKay jako Giles Newcombe
- Guilaine Londez jako pani Avallon
- Roxane Duran jako Marguerite
- Balázs Csémy jako Jean Fabre
- Sarah Rickman jako Cynthia
- Freddie Fox jako oficer RAFu
- Bertrand Poncet jako pan Carré
- Philippe Bertin jako Christian Dior
- Dorottya Ilosvai jako Mathilde Avallon[1]

## Produkcja
Okres zdjęciowy trwał między 9 października a 30 listopada 2020 roku. Zdjęcia kręcono w Londynie, Paryżu oraz Budapeszcie.

## Odbiór

### Reakcja krytyków
Film spotkał się z pozytywną reakcją krytyków. W agregatorze recenzji Rotten Tomatoes 94% z 173 recenzji uznano za pozytywne, a średnia ocen wyniosła 7,4 na 10. Z kolei w agregatorze Metacritic średnia ważona ocen z 37 recenzji wyniosła 70 punktów na 100.

## Nagrody i nominacje
| Nagroda                          | Kategoria                                                  | Wynik     |
| -------------------------------- | ---------------------------------------------------------- | --------- |
| Oscary                           | Najlepsze kostiumy (Jenny Beavan)                          | nominacja |
| Złote Globy                      | Najlepsza aktorka w komedii lub musicalu (Lesley Manville) | nominacja |
| BAFTA                            | Najlepsze kostiumy (Jenny Beavan)                          | nominacja |
| Amerykańska Gildia Kostiumologów | Najlepsze kostiumy w filmie kostiumowym (Jenny Beavan)     | nominacja |
| BIFA                             | Najlepsze kostiumy (Jenny Beavan)                          | wygrana   |